# Besleria divaricata
Besleria divaricata là một loài thực vật có hoa trong họ Tai voi. Loài này được Poepp. mô tả khoa học đầu tiên năm 1840.